# No One Knows
No One Knows – piosenka i pierwszy singiel z trzeciego albumu amerykańskiego zespołu rockowego Queens of the Stone Age. Została napisana przez Josha Homme'a i Marka Lanegana. Utwór był najbardziej popularnym singlem z albumu oraz, według stanu na 2013 rok, najlepiej radzącym sobie utworem zespołu na listach przebojów. Dotarł do pierwszego miejsca listy Modern Rock Tracks i jest to jedyna piosenka w ich dyskografii, która tego dokonała. 

## Historia
Według wokalisty Queens Of The Stone Age, Josha Homme'a, piosenka została napisana jeszcze przed rozpoczęciem prac nad płytą Songs for the Deaf.

Mamy cierpliwość co do piosenek, gdyż za jakiś czas mogą się przekształcić na tyle, że będą brzmieć tak jak powinny. Na płycie są dwie piosenki, które mają ponad pięć lat - "God is in the Radio" i "No One Knows".

Główny riff gitarowy pojawił się wcześniej w piosence The Desert Sessions (projekt Homme'a) pod tytułem "Cold Sore Superstars" z 2001 roku. Utwór nagrano w 2002 roku w trzech studiach w Kalifornii. Mimo że według informacji zawartej w książeczce płyty większość albumu, w tym "No One Knows" została wyprodukowana przez Josha Homme'a i Erica Valentine'a, to Homme przyznał później, że Valentine był odpowiedzialny za produkcję jedynie pierwszych utworów na płycie. 

## Recenzje
Piosenka spotkała się z dobrym przyjęciem ze strony krytyków. Dave Simpson z The Guardian pochwalił ją za "zabójcze riffy".  Serwis Playlouder określił utwór jako "uduchowiony, niczym ostatnie złapanie tchu bohatera w starym westernie". Eric Carr z Pitchfork Media docenił piosenkę za "wysoką jakość"
"No One Knows" wygrała plebiscyt na najlepszą piosenkę 2002 roku zorganizowany przez australijską stację radiową Triple J. W marcu 2005 roku Q umieścił piosenkę na 70 miejscu listy najlepszych gitarowych utworów. We wrześniu 2006 roku piosenka zajęła 13 miejsce na liście 50 najlepszych utworów dekady według New Musical Express oraz 97 miejsce na liście gitarowych utworów wszech czasów czasopisma Rolling Stone. 
Utwór został nominowany do nagród Grammy w kategorii Best Hard Rock Performance. Była to pierwsza nominacja w historii zespołu. 

## Teledysk
Teledysk został zrealizowany przez Michela Gondry'ego oraz Deana Karra. Pierwszy z nich nakręcił połowę klipu pod koniec czerwca 2002 roku, zaś Karr dokończył pracę nad nim w połowie lipca tego samego roku. Josh Homme wybrał Gondry'ego, ponieważ "zrealizował teledyski dla Björk i jako że jesteśmy jej wielkimi fanami, jesteśmy podekscytowani współpracą".
Teledysk jest podzielony na dwie części, ujęcia z nich są przeplatane. W pierwszej zespół podróżuje ciężarówką w nocy i w pewnym momencie potrąca jelenia. Kiedy wychodzą z pojazdu sprawdzić, co się stało, zwierzę przystępuje do ataku. W drugiej części zespół wykonuje piosenkę na czarnym tle. Queens of the Stone Age otrzymali nominację za teledysk do nagrody MTV2 podczas MTV Video Music Awards w 2003 roku.

## Lista utworów
Niemcy, Wielka Brytania (CD1)
1. "No One Knows" (Josh Homme, Nick Oliveri, Mark Lanegan)
2. "A Song for the Dead" [live from The Mean Fiddler) (Homme, Lanegan)
3. "Avon" [live from The Mean Fiddler] (Homme)
4. "No One Knows" [multimedia track] (Homme, Lanegan)

Wielka Brytania (CD2)
1. "No One Knows" (Homme, Lanegan)
2. "Gonna Leave You" [wersja hiszpańska] (Homme, Nick Oliveri)
3. "Tension Head" [live from The Mean Fiddler] (Homme, Oliveri)

Europa (singiel 7")
1. "No One Knows" (Homme, Lanegan)
2. "Tension Head" [live from The Mean Fiddler] (Homme, Oliveri)

## Skład
- Josh Homme - śpiew, gitara
- Dave Grohl - perkusja
- Nick Oliveri - gitara basowa
- Mark Lanegan - wokal wspierający

## Listy przebojów
| Lista (2002-03)           | Najwyższa pozycja |
| ------------------------- | ----------------- |
| Dutch Singles Chart       | 39                |
| Irish Singles Chart       | 26                |
| UK Singles Chart          | 15                |
| US Billboard Hot 100      | 51                |
| US Modern Rock Tracks     | 1                 |
| US Mainstream Rock Tracks | 5                 |